# Nick Swisher
Nicholas Thompson Swisher (Columbus, Ohio; 25 de noviembre de 1980) es un exjardinero y primera base estadounidense de béisbol profesional. Anteriormente jugó en las Grandes Ligas con los Oakland Athletics, Chicago White Sox, New York Yankees, Cleveland Indians y Atlanta Braves. Tuvo una breve participación en la serie How I Met Your Mother en el episodio "Perfect week" como él mismo.

## Carrera profesional
Swisher fue seleccionado por los Atléticos de Oakland en la primera ronda del draft de 2002. Debutó profesionalmente con los Vancouver Canadiens de la Liga del Noroeste de Clase A corta en 2002, antes de ser promovido a los Visalia Oaks de la Liga de California de Clase A avanzada. Inició la temporada 2003 con los Modesto A's, nuevo afiliado de Oakland, donde bateó para .296 en 51 juegos antes de recibir un ascenso a los Midland Rockhounds de Clase AA en junio. Bateó para .230 en 76 juegos con Midland para finalizar la temporada, y luego jugó con los Mesa Desert Dogs de la Arizona Fall League.
Swisher jugó para los Sacramento River Cats de la Liga de la Costa del Pacífico de Clase AAA en 2004. Esa temporada lideró a todos los jugadores de béisbol de ligas menores con 103 bases por bolas.

### Oakland Athletics

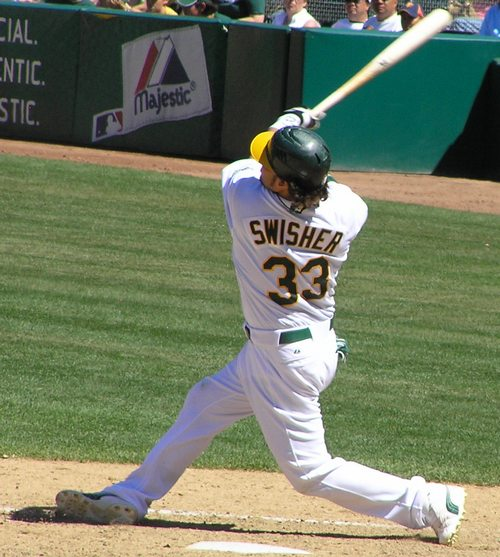
Swisher con los Atléticos en 2005.

Swisher hizo su debut en las Grandes Ligas en el 2004 por los Atléticos, jugando en 20 juegos. Reteniendo su condición de novato en 2005, Swisher bateó 21 jonrones y 74 carreras impulsadas en 131 partidos con los Atléticos de 2005. Terminó sexto en el novato de la Liga Americana de la votación Año. Su compañero de equipo Huston Street ganó el premio, mientras que Joe Blanton, quien fue su compañero seleccionado en el draft de 2002, terminó séptimo.
Después de su temporada de novato, Swisher mejoró en la mayoría de los registros ofensivos. Durante la temporada regular 2006, compiló un promedio de bateo de .254 con 35 jonrones. También mejoró su porcentaje de embasarse, elevando a .372, así como impulsar su porcentaje de slugging .493. Terminó segundo para el equipo en porcentaje de embasarse más slugging detrás del veterano toletero Frank Thomas. Pasó la mitad de su tiempo de juego en el jardín izquierdo, y la otra mitad en la primera base, debido a las lesiones de Dan Johnson y Erubiel Durazo para una gran parte de la temporada.
Swisher hizo su debut en postemporada con los Atléticos de Oakland enfrentando a los Mellizos de Minnesota en la Serie Divisional de 2006. Swisher aportó tres hits y una carrera impulsada en la serie, la cual barrieron los Atléticos para avanzar a la Serie de Campeonato. Durante la Serie de Campeonato 2006 ante los Tigres de Detroit, Swisher tuvo un promedio de bateo de .100 con un hit. Los Atléticos eventualmente perdieron la Serie de Campeonato ante los Tigres en sólo 4 juegos.
El 16 de septiembre de 2007 ante los Rangers de Texas, Swisher inició una pelea cuando avanzó hacia el montículo luego de ser golpeado por un lanzamiento de Vicente Padilla. A principios de la aparición en el plato, Padilla (quien había golpeado a Swisher el año anterior) lanzó dos lanzamientos adentro con la aparente intención de golpear a Swisher. Ambos jugadores fueron expulsados después de la pelea.

### Chicago White Sox

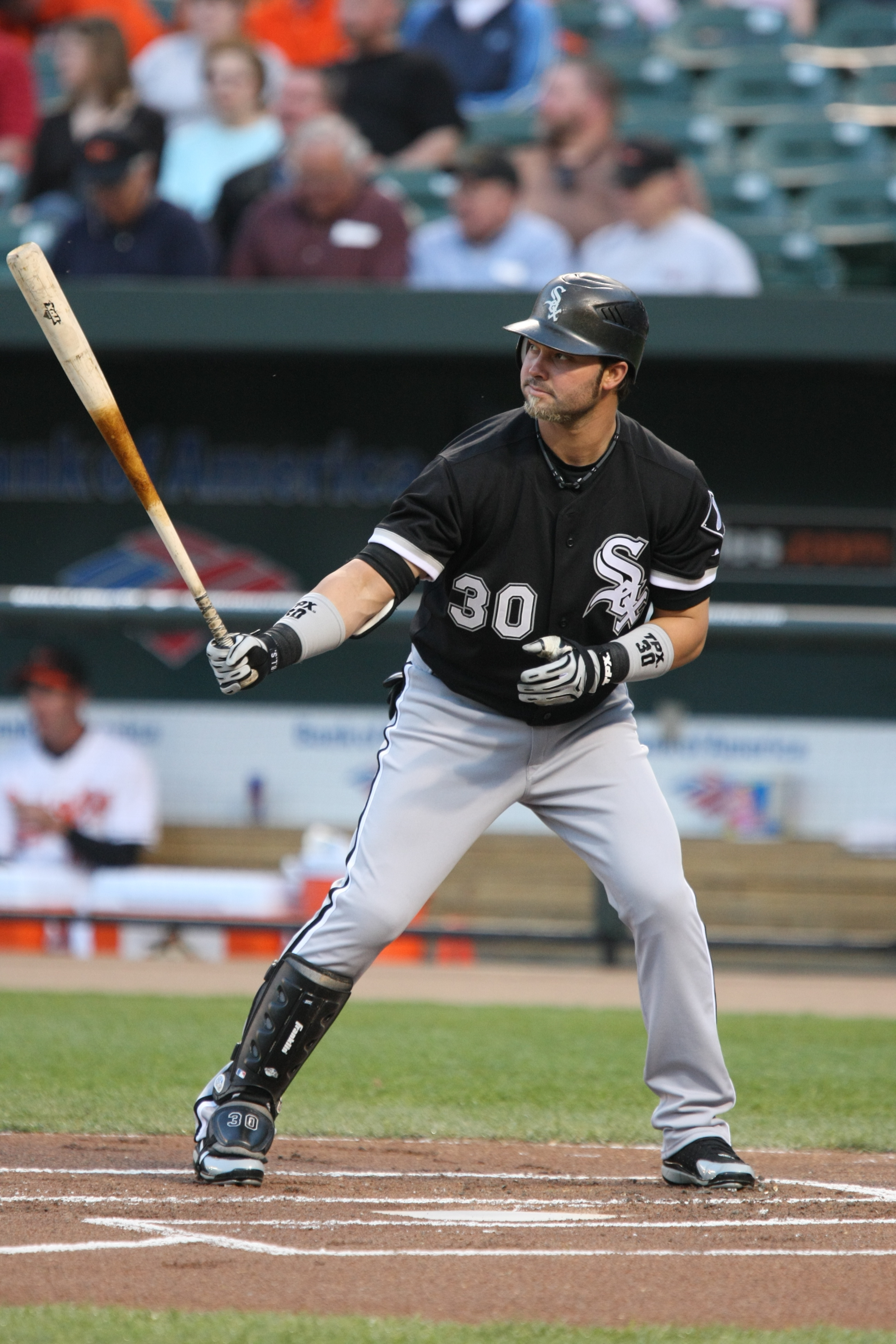
Swisher con los Medias Blancas.

Swisher fue cambiado el 3 de enero de 2008 a los Medias Blancas de Chicago por los jugadores de ligas menores Ryan Sweeney, Gio Gonzalez y Fautino de los Santos, como parte de lo que el gerente general Billy Beane denominó un "esfuerzo de reconstrucción". Mientras que Swisher se estableció rápidamente como uno de los favoritos en su nuevo equipo, tuvo muchos problemas ofensivos, bateando apenas .219 durante la temporada (el promedio de bateo más bajo en las Grandes Ligas), a pesar de que mejoró su total de jonrones de 22 en 2007 a 24 en 2008. También lideró las mayores en lanzamientos por aparición en el plato, con 4,51. Debido a su pobre juego ofensivo el manager Ozzie Guillén lo envió a la banca por la mayor parte de septiembre, diciendo públicamente que "tengo que poner la mejor alineación para ganar el juego ... Para mí, la mejor alineación en este momento es sin (Swisher)." Terminó la temporada regular 2008 con un promedio de bateo de .219, 24 jonrones y 69 carreras impulsadas.
A pesar de sus bajas estadísticas en la temporada regular, fue incluido en el roster de postemporada para los Medias Blancas. Durante la Serie Divisional 2008 contra las Rayas de Tampa Bay, conectó un hit y recibió dos bases por bolas. Los Medias Blancas eventualmente perderían la serie divisional contra los Rays en 4 juegos.

### New York Yankees

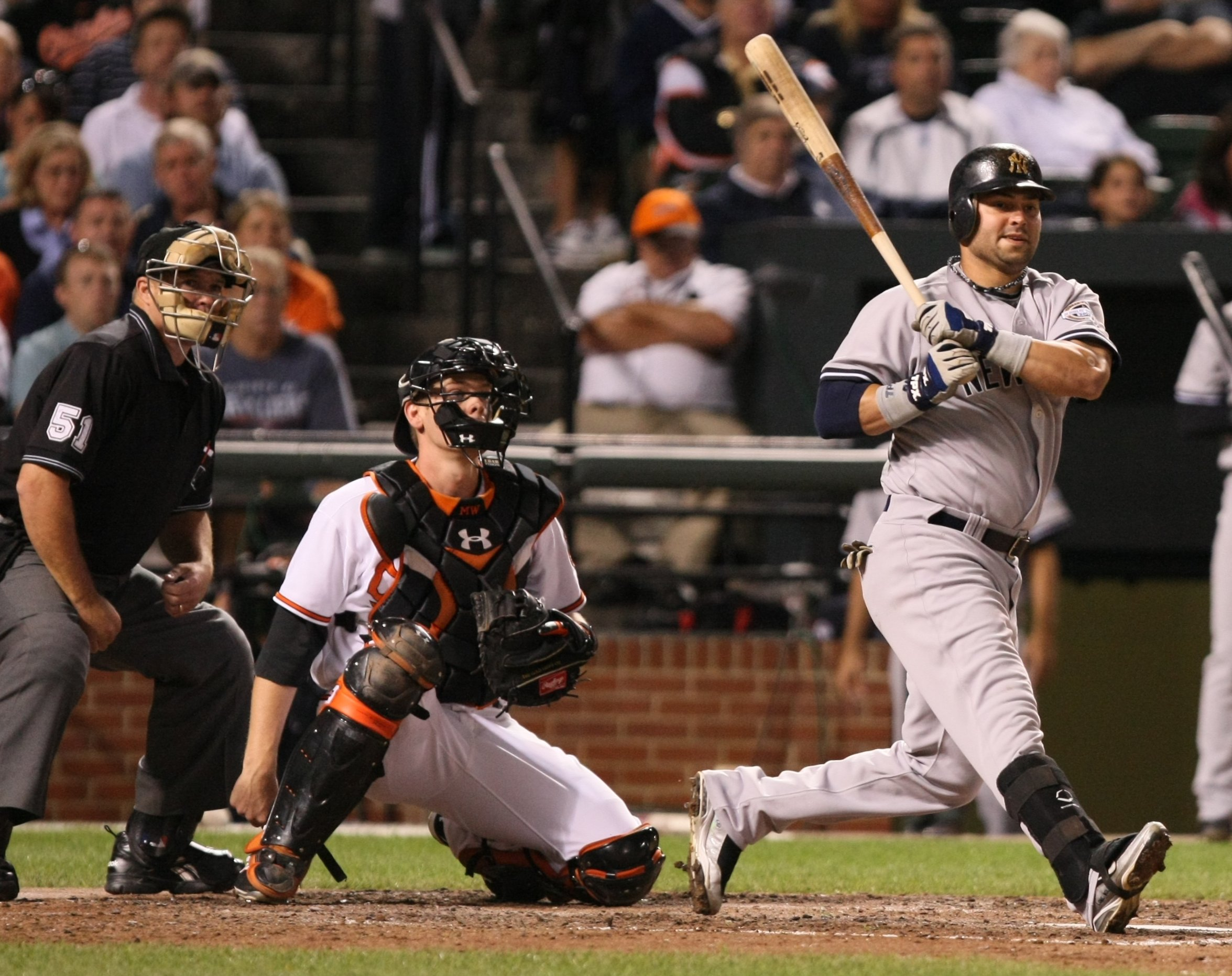
Swisher en 2009, su primer año con los Yankees

El 13 de noviembre de 2008, Swisher y el lanzador de ligas menores Kanekoa Texeira fueron cambiados a los Yanquis de Nueva York a cambio del utility Wilson Betemit y los lanzadores de ligas menores Jeffrey Márquez y Jhonny Núñez. Swisher fue adquirido para ser el primera base titular del equipo. Sin embargo, los Yankees firmaron a Mark Teixeira más adelante en la pretemporada, quien tomó el puesto de titular. Al final de los entrenamientos de primavera, el manager Joe Girardi anunció que Xavier Nady estaría empezando en el jardín derecho, mientras Swisher sería un jugador del banco. Debido al estancamiento percibido, muchos equipos mostraron interés por Swisher, pero los Yankees optaron por mantenerlo como un jardinero de reserva y primera base.
El 9 de abril de 2009 contra los Orioles de Baltimore, inició por primera vez como un Yankee en el jardín derecho, en sustitución de Xavier Nady que estaba jugando de bateador designado para dar a Hideki Matsui un descanso. Swisher aprovechó esta oportunidad y tuvo un gran juego, bateando de 3 de 5 con un jonrón e igualando su récord personal de cinco carreras impulsadas. Sólo cinco días después, se convirtió en el jardinero titular justo después de que Nady fuera colocado en la lista de lesionados debido a una lesión en el codo.
El 13 de abril de 2009, en un partido contra los Rays de Tampa Bay, lanzó una entrada en relevo, permitiendo un hity una base por bolas antes de retirar los siguientes tres bateadores en fila, incluyendo un ponche contra Gabe Kapler en su primera aparición como lanzador de las ligas mayores. Fue el primer jugador de posición de los Yankees en lanzar desde Wade Boggs en 1997 y el primero de los Yankees en conectar un jonrón y lanzar desde que Lindy McDaniel lo hizo ante Detroit el 28 de septiembre de 1972.
Bateó su primer jonrón de postemporada en casa en la Serie Mundial de 2009. Obtuvo su primer título de campeón con los Yankees quienes finalmente ganaron la Serie Mundial contra los Filis de Filadelfia en seis juegos.
Debido a un promedio de bateo de .128 en la postemporada 2009, trabajó con el entrenador de bateo Kevin Long para reinventar su swing para la temporada 2010. Fue seleccionado para el Juego de Estrellas de 2010 en el evento del último voto, y acabó la temporada con un récord personal de .288 de promedio de bateo y 29 jonrones. Aunque Swisher generalmente bateó en el tercio inferior de la alineación, fue trasladado al puesto dos en la alineación después de que Nick Johnson se lesionó, y sirvió como un amortiguador para el medio de la alineación de los Yankees.
En 2011, fue colocado abajo en la alineación para permitir que Curtis Granderson bateara segundo detrás de Derek Jeter y pasó la mayor parte de la temporada bateando sexto detrás de Robinson Canó. Su porcentaje de fildeo clasificó segundo entre todos los jardineros derechos de la Liga Americana con 0.996, detrás de Nick Markakis de los Orioles de Baltimore. Finalizó la temporada con promedio de .260 y fue uno de cuatro Yankees con al menos 20 jonrones (después de Granderson, Teixeira y Cano) y terminó cuarto en el equipo con 85 carreras impulsadas.
El 9 de noviembre de 2012, Swisher declinó una oferta de calificación de los Yankees por 13.3 millones de dólares y un año, haciendo de él un agente libre.

### Cleveland Indians
El 23 de diciembre de 2012, Swisher acordó un contrato de cuatro años, 56 millones de dólares con los Indios de Cleveland. El contrato incluyó una opción de adquisición de derechos de un quinto año por $ 14 millones, haciendo que el total del contrato fuera de $ 70 millones. El acuerdo se hizo oficial el 3 de enero de 2013.
La temporada 2014 marcó un año difícil para Swisher, ya que las lesiones afectaron su rendimiento, registrando mínimos de carrera en promedio de bateo (.208), partidos jugados (97) y jonrones (8). El 19 de junio de 2014, después de ir 0-4 en el plato con tres ponches, bateó un grand slam ganador contra Los Angeles Angels of Anaheim, una victoria por 5-3 en diez entradas. El 20 de agosto, los Indios anunciaron que Swisher tendría una cirugía artroscópica en ambas rodillas, poniendo fin a su temporada.
Swisher comenzó la temporada 2015 en la lista de lesionados de 15 días debido al proceso de rehabilitación en ambas rodillas. El 5 de mayo, Swisher fue activado de la lista de lesionados y jugó casi exclusivamente como bateador designado antes de ser colocado en la lista de lesionados de 15 días con una inflamación en la rodilla izquierda el 14 de junio.

### Atlanta Braves
El 7 de agosto de 2015, los Indios traspasaron a Swisher y Michael Bourn con consideraciones en efectivo a los Bravos de Atlanta a cambio de Chris Johnson.
El 28 de marzo de 2016, Swisher fue dejado en libertad por los Bravos, luego de batear para promedio de .238 con ocho carreras impulsadas sin jonrones en 17 juegos de los entrenamientos primaverales de 2016.
El 17 de febrero de 2017, Swisher anunció formalmente su retiro como jugador.